# Горбачівка
Горбачі́вка — село в Україні, у Броварському районі Київської області. Населення становить 20 осіб.
1912 року хутір Горбачівка населяло 300 осіб.
| Україна | Це незавершена стаття з географії України. Ви можете допомогти проєкту, виправивши або дописавши її. |